# جيمس دبليو. روذرفورد
جيمس دبليو. روذرفورد (بالإنجليزية: James W. Rutherford)‏ هو سياسي أمريكي، ولد في 23 أبريل 1925 في فلينت في الولايات المتحدة، وتوفي بنفس المكان في 14 يناير 2010. حزبياً، نشط في الحزب الديمقراطي.